# Maciej Kanert
Maciej Kanert (ur. 23 kwietnia 1974) – polski japonista, pracownik Instytutu Orientalistycznego Uniwersytetu im. Adama Mickiewicza w Poznaniu. 

## Życiorys
Pracę doktorską obronił w 2003 roku na Uniwersytecie Warszawskim.
Autor prac z zakresu religioznawstwa i historii Japonii, a także tłumacz z języków: angielskiego, chińskiego i japońskiego. Oprócz pozycji naukowych przetłumaczył także m.in. pisma Dōgena, mistrza zen z XIII wieku oraz powieść science fiction Jacka Vance'a pt. Ostatni Zamek. 
Członek zarządu Polskiego Stowarzyszenia Badań Japonistycznych oraz Stowarzyszenia Lean Management Polska.

## Opublikowane pozycje książkowe

### Prace własne
- Buddyzm japoński. Jego polityczne i społeczne implikacje w okresie 538-645, Trio, Warszawa 2005, ISBN 83-88542-97-4
- Starożytna Japonia, WUJ, Kraków 2006, ISBN 83-233-2152-3

### Tłumaczenia
- Jack Vance, Ostatni zamek, Wydawnictwo Rebis, Poznań 1994
- Nan Huai-chin, Góra Traw: siedem dni intensywnego treningu ch'an z mistrzem Nan Huai-chin, Wydawnictwo Rebis, Poznań 1996.
- Dōgen, Elementarz zen sōtō = Shōbōgenzō Zuimonki, Wydawnictwo Rebis, Poznań 1997
- Akira Sadakata, Góra Sumeru i kraina Sukhawati: zarys kosmologii buddyjskiej, Moderski i S-ka, Poznań 2000.
- Maho Ikushima i in., Praktyczny kurs gramatyki języka japońskiego : wybór ćwiczeń, Wydaw. Naukowe UAM, Poznań 2004, ISBN 83-232-0903-3
- Nakamura Hajime Systemy myślenia ludów Wschodu: Indie, Chiny, Tybet, Japonia, Wydawnictwo Uniwersytetu Jagiellońskiego,  Kraków 2005, ISBN 83-233-1948-0
- Dōgen, Oko i Skarbiec Prawdziwego Prawa: o praktykowaniu Drogi. [T. 1], Zwoje I-XVI, Wydawnictwo Homini, Kraków 2005
- Victoria Daizen, Zen na wojnie, Wydawnictwo Uniwersytetu Jagiellońskiego, Kraków 2005, ISBN 83-233-1982-0
- Mikiharu Aoki, Jak działa fabryka Toyoty, Skinsei Consulting, Poznań 2013, ISBN 978-83-936049-0-6